# Kompakcja
Kompakcja – zmiany fizyczne polegające na zbliżaniu się do siebie cząstek lub ziaren mineralnych na skutek ciężaru warstw nadkładu. Skutkiem kompakcji jest znaczne zmniejszenie objętości i miąższości osadu oraz zwiększenie jego gęstości.
Kompakcja dotyczy wszystkich osadów.
- W drobniejszych (iły, gliny) zmniejszanie objętości wynosi około do 45-50% a może dochodzić do 75%.
- W utworach gruboziarnistych działanie kompakcji jest mniejsze.

Działanie kompakcji jest tym większe, im większa jest grubość nadkładu.
Kompakcja powoduje prawie całkowite wyciśnięcie wody z osadu; tylko nieznaczna jej część pozostaje „uwięziona” w osadzie.
Pod działaniem kompakcji osady miękkie jak muły, iły, margle ulegają przemianie w łupki. Przemiana ta polega na powstawaniu równoległych do powierzchni płaszczyzn, wzdłuż których skała bardzo łatwo pęka i dzieli się na płytki, np. luźny piasek o porowatości 42% na głębokości 1000 m (ciśnienie około 230 atm) zmniejszy swoją objętość o 20%, a objętość jego porów ulegnie zmniejszeniu o 27%.